# Margalef
Margalef – gmina w Hiszpanii, w prowincji Tarragona, w Katalonii, o powierzchni 34,62 km². W 2011 roku gmina liczyła 110 mieszkańców.